# 康生
康 生（こう せい、カン・ション、1898年 - 1975年12月16日）は、中華人民共和国の政治家。元の名は張宗可、字は少卿。このほか複数の変名・筆名がある。数十年にわたって毛沢東のために「汚れ仕事」を務めたとされる、文化大革命の重要人物の一人。
山東省膠県大台荘（現・青島市黄島区）出身。裕福な地主の家庭に生まれ、中国共産党中央委員会副主席にまで出世した。ソ連滞在中に内務人民委員部 (NKVD) から「反革命分子」に対する拷問・処刑を学び帰国後、中国共産党情報機関の責任者となり毛沢東の片腕として強大な警察権力を行使し、大量粛清にかかわった。「中国のジェルジンスキー」あるいは「中国のベリヤ」と呼ばれる。再婚した妻は曹軼欧。子供はいない。

## 経歴
8歳の時に張家が開設した学館（私塾）に入るが、1911年の辛亥革命でこの塾が閉鎖。その後は青島で青島礼賢中学へ入学した。1917年、同中学卒業後、実家の引っ越し先である諸城県（現濰坊市諸城市）の教師講習所に入学して、翌1918年から諸城高等小学校で教師となった。この年に江青と知り合った。
1919年に起こった五四運動で本格的に共産主義に近づいたといわれる。1924年に家を離れて上海へ赴き、中国共産党が主導する上海大学社会科学系に入学した。1925年に正式に中国共産党に入党したとされ、地下工作を行うため趙容と仮名を名乗った。その後、党上海地区委員会書記として上海労働者を蜂起させる工作などに関与した。
1928年冬、党江蘇省委員会組織部長に就任した後、李立三（党中央政治局常務委員兼宣伝部長）の都市蜂起路線を支持して、その配下となる。1930年には李立三の推挙で中央組織部秘書長に昇進。李立三失脚後も、巧みに王明（陳紹禹）に接近して保身を図った。1931年1月、中国共産党第6期4中全会において、王明総書記の下で中央組織部長に就任し、周恩来、陳雲、潘漢年らの指導の下、中央特科における情報工作の責任者となった。1933年、上海にあった党中央は組織が破壊され、江西省に移転するが、彼は残留し、党上海局代表として上海で地下工作に従事し続けた。
1933年7月、中国共産党中央コミンテルン駐在代表団団長となった王明に従って、副団長としてモスクワに入り、4年ほど滞在した。この時に「コンスタンチン」というロシア語名を名乗った。それを中国語音に写したのが康生という名である。彼のソ連滞在中にヨシフ・スターリンによる大粛清が始まり、康生はソ連の秘密警察による容疑者への逮捕・拷問・処刑などを身近に体験したといわれる。自身も王明らの指示の下、ソ連に留学している中国共産党員をトロツキストとして攻撃するなど彼らの迫害に関与した。1934年1月の第6期6中全会にはソ連滞在のために欠席したが、党中央政治局委員に選出されている。
1937年11月に帰国した後に延安に移り、翌1938年には党中央社会部長、情報部長となり、以後党内の「スパイ」摘発工作で辣腕を振るう。1942年から1943年頃には毛沢東と劉少奇の下で「整風運動」と称された粛清の実行に当たった。緊急措置をとり、拷問による自白を証拠として、多くの党員にスパイ、裏切り者、内通者とのレッテルを貼り赤色テロを行った。

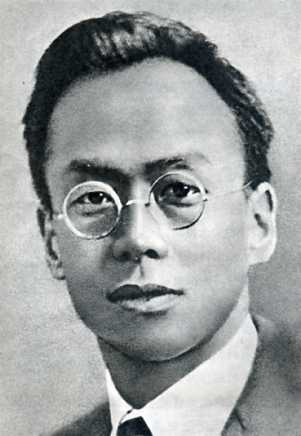
若き日の康生（1930年代）
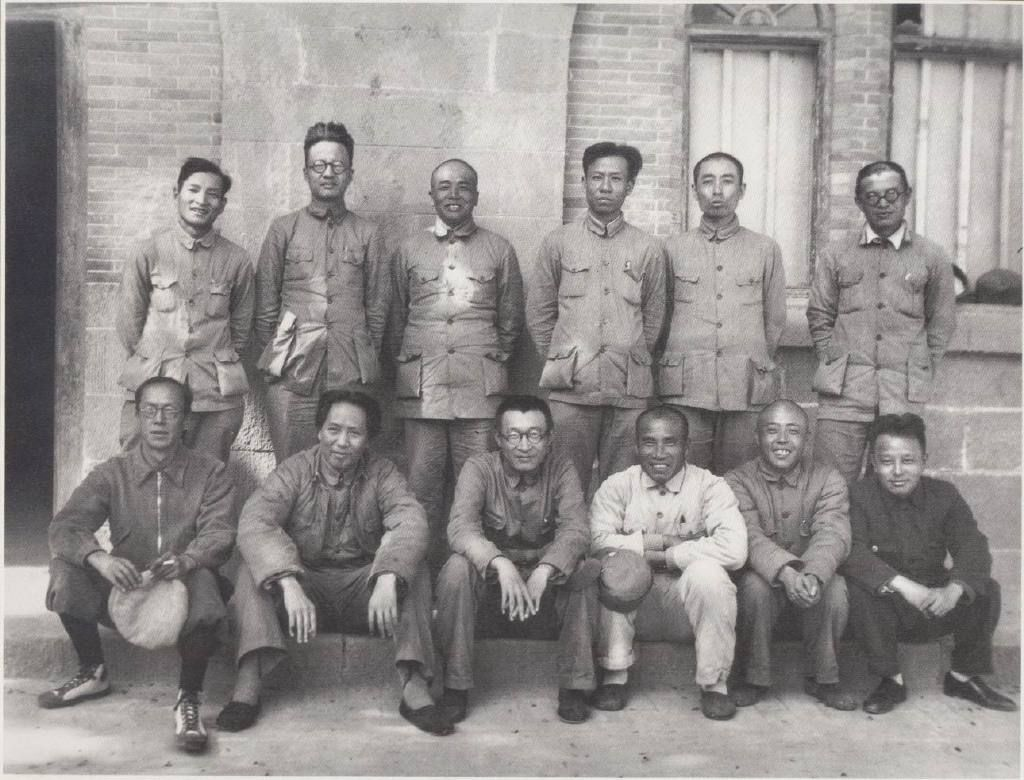
1938年第六期六中全会（前列左端）
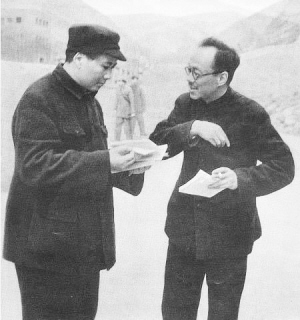
延安での毛沢東と康生（1945年）

1946年から1949年の国共内戦の間、康生は党中央華東局副書記、党山東省委員会書記、山東省人民政府主席となった。
1950年に統合失調症に罹患し、1955年まで北京病院で長期休養に入ったが、その後、1956年9月28日、第8期1中全会で党中央委員の中から中央政治局候補委員に選ばれて復権した。1958年、中央文教小組副組長、教育工作委員会副主任に任ぜられ、『毛沢東選集』第4巻の編集を受け持った。1959年に大躍進運動の失敗で国家主席退任を余儀なくされていた毛沢東は、左傾化を強め、1960年にオブザーバーとしてワルシャワ条約機構締結国政治協商会議に参加してニキータ・フルシチョフの考えに反発した康生を強く信任するようになる。
1962年、王稼祥、習仲勲批判が起こった。9月、第8期8中全会で中央書記処書記に補充される。1963年7月、ソ連共産党との最後の調整の会談のために派遣された代表団にも参加した（団長は鄧小平）。ここでも対ソ強硬派として徹底的にソ連共産党と論争した。また劉志丹を題材とした書籍を攻撃し、多くの人々を犠牲にし、文化大革命への道を開いた（反党小説劉志丹事件）。
1964年には楊献珍の哲学「二を合して一となる」を徹底的に攻撃するキャンペーンを策動して、文化大革命へ向けた理論武装を進めた。1966年5月、毛沢東による北京市長彭真への攻撃を狼煙として文化大革命が発動された。康生は中央文化革命小組顧問を任され、中央政治局常務委員になった。1968年、中国共産党の情報機関である中央調査部の指導権を獲得、実権派・右派分子・修正主義者の粛清の陣頭指揮に当たることとなった。死刑執行人として恐れられ、無数の冤罪をでっちあげ、多くの共産党員や幹部を迫害した。中には犠牲者1万人にも及ぶ内モンゴル人民革命党粛清事件（内人党事件）や党雲南省委員会書記趙建民スパイ事件等も含まれる。
康生は中国政府の外交方針に影響を与えた。周恩来ら中国共産党指導部がノロドム・シハヌークを東南アジアにおける反帝国主義のリーダーとして育成したのに対して、康生はクメール・ルージュの指導者であるポル・ポトを東南アジアにおける真の共産主義革命のリーダーとして支持した。結果として、ポル・ポトは中国の支援を受けることになった。この他に、すでに1950年代からミャンマー国軍と内戦状態にあった旧ビルマ共産党に対し、1960年代後半から本格的な軍事支援を開始している。
権力の頂点に立った時、康生の党内序列は毛沢東、林彪、周恩来に次ぐ第4位であった。林彪失脚後、1973年8月の第10回党大会では副主席に就任した。癌にむしばまれはじめた1974年も林彪や孔子を批判するキャンペーン（批林批孔運動）を繰り広げ、周恩来、鄧小平への攻撃に最期の力を振り絞った。

左から二人目が康生（1970年）
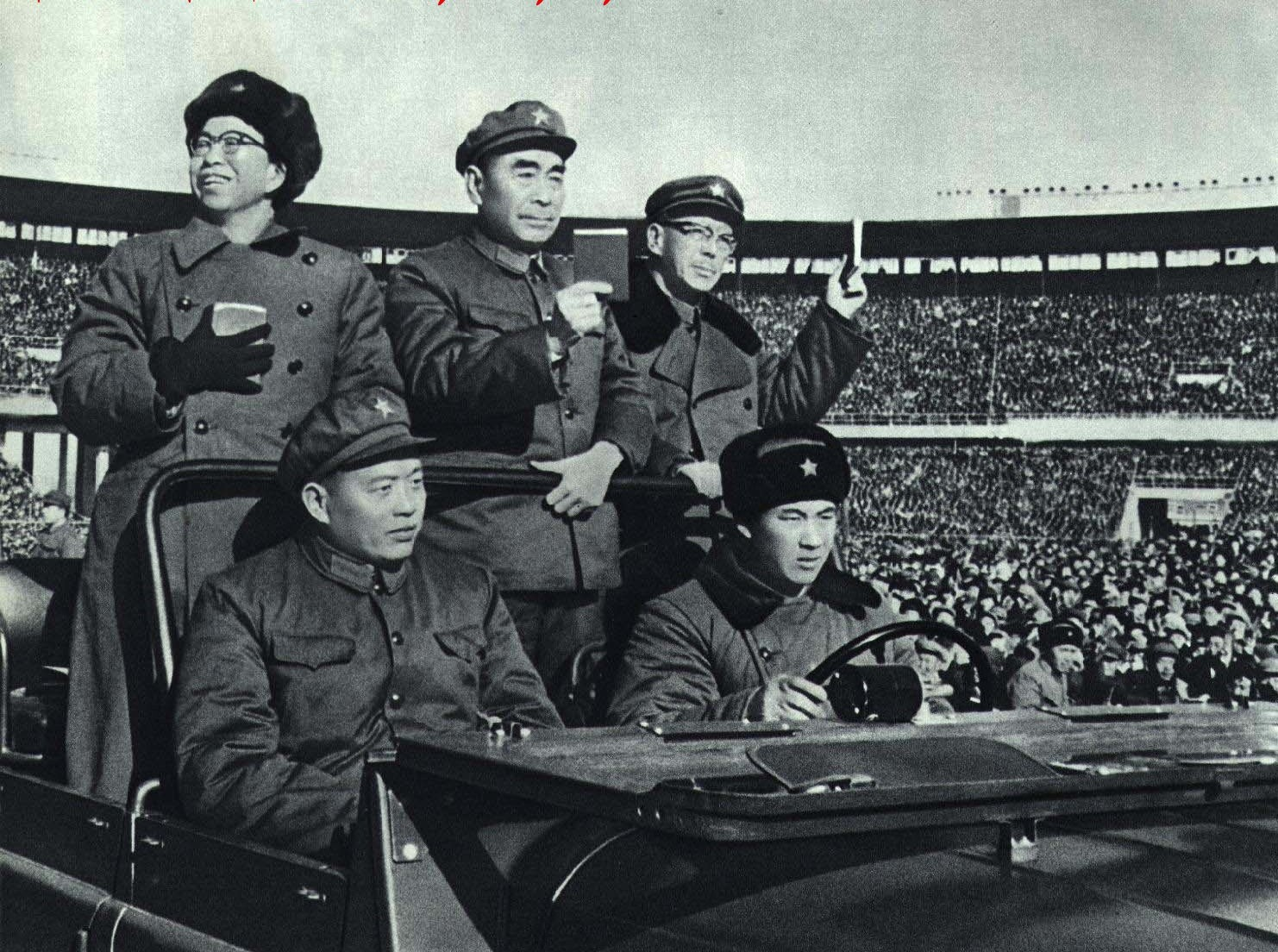
江青（左）、周恩来（中央）とともに紅衛兵を閲兵する。（1966年）
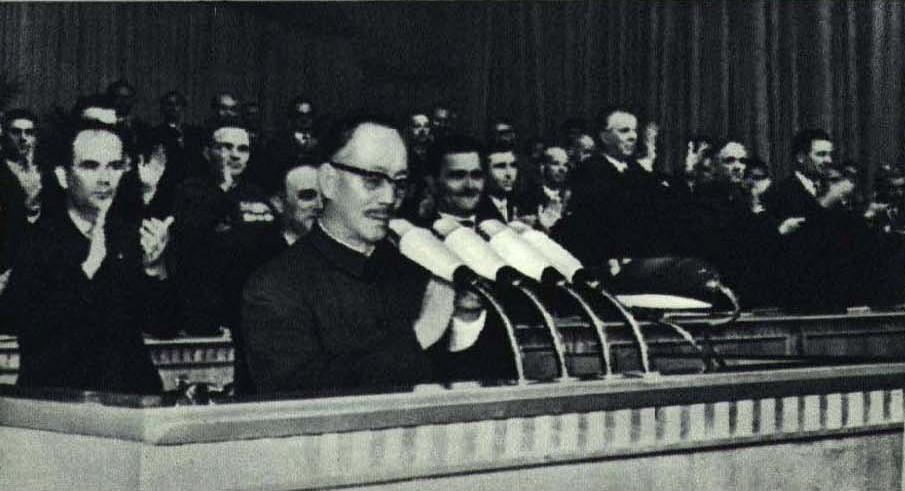
アルバニア労働党大会（1967年）

1975年1月の第4期全国人民代表大会では病気欠席のまま全国人民代表大会常務委員会副委員長も兼務する。しかし12月16日に膀胱癌で死去した。康生が死んだ時の党内の序列は毛沢東、周恩来、王洪文の次の第4位であった。追悼会では毛沢東から「プロレタリア革命家」「マルクス主義理論家」「反修正主義における輝ける戦士」と数々の賛辞を受けたが、毛沢東の死後、1980年10月16日に中国共産党は、康生を林彪・江青反革命集団の一員として除名した。

## 家族
- 陳宜（中国語版） - 17歳の時に結婚した最初の妻
  - 張子石（中国語版） - との子供。

## 趣味
康生は文物、とりわけ硯や本のコレクターであった。文化大革命中、略奪した34,000冊に及ぶ図書と5,500個に及ぶ文物をやり口を変え「保護」し、合わせて「康生」の個人印を押した。文革終了後、康生コレクションは北京の景山で公開、展覧されている。